# Maciej S. Wiatr
Maciej Stanisław Wiatr (ur. 7 września 1947 w Sędziejowicach) – profesor zwyczajny, doktor habilitowany nauk ekonomicznych, specjalizacja naukowa: bankowość, finanse przedsiębiorstw. Pracownik Instytutu Bankowości Szkoły Głównej Handlowej w Warszawie. 

## Życiorys
Absolwent Szkoły Głównej Planowania i Statystyki – Wydziału Finansów i Statystyki oraz Międzywydziałowego Studium Doktoranckiego. Pracę doktorską pt. Fundusz inwestycyjny zjednoczeń przemysłowych w latach 1966 –1972 napisał pod kierunkiem doc. dr L. Szyszko i obronił w 1975 r., uzyskując stopień naukowy doktora nauk ekonomicznych. Pracę habilitacyjną pt. Samofinansowanie inwestycji obronił w 1985 r. uzyskując stopień doktora habilitowanego oraz stanowisko docenta. W latach 1993–1995 prowadził działalność naukowo-badawczą na stanowisku profesora nadzwyczajnego Szkoły Głównej Handlowej. W 1996 r. uzyskał tytuł naukowy profesora tytularnego, a w 1997 r. profesora zwyczajnego.

## Działalność pozanaukowa
W latach 90. i na przełomie wieków przez kilkanaście lat pracował na stanowisku eksperta i doradcy prezesa Powszechnego Banku Kredytowego, a następnie Banku BPH S.A.
Odbył szereg staży zagranicznych w m.in. Międzynarodowym Banku Inwestycyjnym w Moskwie, Uniwersytecie Ekonomicznym w Budapeszcie, Wiener Institut fur Internationale Wirtschaftsvergleiche w Wiedniu, Uniwersytecie w Duisburgu, Mitteleuropaeische Handelsbanku, Deutsche Banku, Dresdner Banku, Hessische Landesbanku we Frankfurcie nad Menem, Programie DAAD w Duisburgu, Kolonii i Bochum, Uniwersytecie w Linzu, Wirtschaftsuniversitaet w Wiedniu oraz Banku Austria Creditanstalt w Wiedniu. 

## Nagrody i odznaczenia
- 1980 – Złota Odznaka Zasłużony dla Warmii i Mazur
- 1996 – Srebrny Krzyż Zasługi
- 2010 – Złota Odznaka Zasłużony dla WSzFiZ
- 2013 – medal Komisji Edukacji Narodowej